# ポートランド・コミュニティ・カレッジ

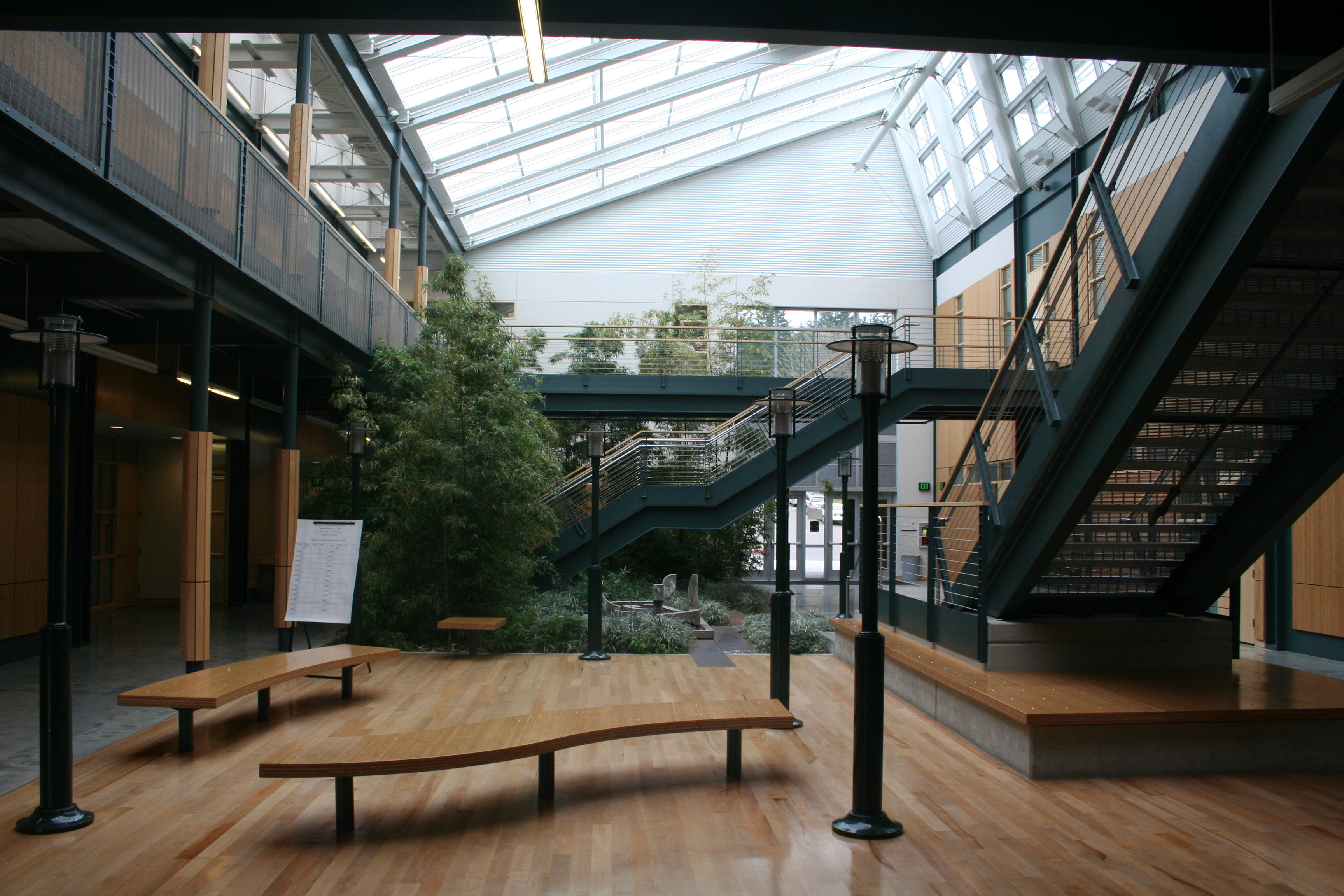
シルヴァニア・キャンパスの科学技術教室ビルディング

ポートランド・コミュニティ・カレッジ（Portland Community College, PCC）はアメリカ合衆国オレゴン州ポートランドにある、同州最大のコミュニティ・カレッジ。マルトノマ郡 (但し郡内のうちグレシャム市などのマウント・フッド・コミュニティ・カレッジ・ディストリクト管内を除く)、ワシントン郡、ヤムヒル郡、クラカマス郡、コロンビア郡の100万人以上の住民を対象とする。オレゴン州北西部のこの1500平方マイル（3,900 km²）を対象に、年間に83,000人（女性55%、男性45%）の学生が在籍している。

## 歴史
PCCは1961年に地元の公立学校システムの成人教育プログラムの一環として開学。1968年、投票によって同大学のための独立区域の設置が承認された。

## 校舎
4つのメインキャンパスを有し、それぞれの大規模な施設は準学士号の授与を始めとして多様な学生サービスを提供している。
- シルヴァニア・キャンパス - ポートランドのファー・サウスウェスト地区で1968年に開校。年間26,000人以上の学生が在籍する。
- ロッククリーク・キャンパス - ヒルズボロ周辺の郊外地区に256エーカー（1 km²）のキャンパスを構える。1976年に開校。ワシントン郡博物館を所有する。
- カスケード・キャンパス - 1971年に開校した都市部にあるキャンパス。ポートランド北部の心臓部分に位置する。
- サウスイースト・キャンパス - 旧米国陸軍工兵隊現地本部に位置する。2002年に旧アルバートソンズ(スーパーマーケット）跡地にセンターを新築移転[3]、2004年度から新センター供用開始[4]、2014年度にキャンパスに昇格[5]。元のサウスイーストセンター跡は取り壊され、現在フボン(富康)ショッピングセンターがある。

その他、ポートランド都市圏に幾つかのセンターを構えるが、施設は小規模で提供プログラムはより限定的専門的なものである。
- CLIMB (Continuous Learning for Individuals, Management, and Business) センター・フォー・アドヴァンスメント
- ポートランド都市圏労働力研修センター
- ヒルズボロセンター  - MAX Light Rail 沿いにある。
- ウィロークリークセンター
- ニューバーグセンター

## 学生生活
PCCは北西部コミュニティ・カレッジ体育協会の会員であり、同大学のスポーツチームは、チェメケタ、クラカマス、マウントフッド、レーン、リン・ベントン、サウスウェスタン・オレゴン、そしてアムクワのコミュニティ・カレッジと度々対戦している。